# Кларансак
Кларансак (фр. Clarensac) насеље је и општина у јужној Француској у региону Лангдок-Русијон, у департману Гар која припада префектури Ним.
По подацима из 2011. године у општини је живело 3940 становника, а густина насељености је износила 271,91 становника/km². Општина се простире на површини од 14,49 km². Налази се на средњој надморској висини од 72 метара (максималној 212 m, а минималној 42 m).

## Демографија
| 1962. | 1968. | 1975. | 1982. | 1990. | 1999. | 2004. | 2011. |
| ----- | ----- | ----- | ----- | ----- | ----- | ----- | ----- |
| 448   | 532   | 727   | 1.597 | 2.208 | 2.654 | 3.249 | 3.940 |

График промене броја становника у току последњих година